# Valerij Sokolenko
Valerij Vasyl'ovyč Sokolenko (in ucraino Валерій Васильович Соколенко?; Černihiv, 21 giugno 1982) è un calciatore ucraino, difensore del Pogoń-Sokół.

## Carriera
Valeriy è cresciuto nei settori giovanili di Junist Černihiv. Ha giocato anche per il Systema-Boreks, Enerhetyk Burštyn, Górnik Łęczna. Nel 2007 si trasferisce alla squadra del Desna Černihiv per una stagione. Nel 2008 si trasferisce alla squadra del Polonia Bytom in Polonia, dove gioca 40 partite. Nel 2011 gioca anche 4 partite nel Energie Cottbus per poi rientrare in Ucraina nella squadra del Čornomorec'. A ottobre 2023 passa alla squadra del Pogoń-Sokół.